# Jon Hare
Jon Hare (Ilford, 20 de Janeiro de 1966) é um designer e compositor de música de jogos eletrônicos britânico, conhecido por ser um dos fundadores da Sensible Software, uma das empresas de maior sucesso no ramo dos games nos anos 1980 e 1990.
Os jogos eletrônicos de futebol desenvolvidos por ele tem uma legião de fãs e são bastante aclamados pela crítica, como Microprose Soccer (1988) e Sensible World of Soccer (1994), eleito o melhor jogo eletrônico do gênero de todos os tempos.

## Créditos: Autoria / Co-autoria de Jogos
| Ano  | Game                                                   | Plataforma(s)/Console(s)                                  |
| ---- | ------------------------------------------------------ | --------------------------------------------------------- |
| 1985 | Twister, Mother of Charlotte                           | ZX Spectrum                                               |
| 1986 | Parallax                                               | C64                                                       |
| 1986 | Galaxibirds                                            | C64                                                       |
| 1987 | Wizball                                                | C64; ZX Spectrum                                          |
| 1987 | S.E.U.C.K.                                             | C64; Amiga                                                |
| 1988 | Oh No                                                  | C64                                                       |
| 1988 | Microprose Soccer                                      | C64; ZX Spectrum                                          |
| 1990 | International 3D Tennis                                | C64; ZX Spectrum; Amiga; ST                               |
| 1991 | Insects in Space                                       | C64                                                       |
| 1991 | Mega Lo Mania                                          | Amiga; ST; Mega Drive; SNES; DOS                          |
| 1992 | Wizkid                                                 | Amiga; ST                                                 |
| 1992 | Sensible Soccer                                        | Amiga; ST; Mega Drive; SNES                               |
| 1992 | Sensible Soccer International Edition                  | Amiga; ST; Atari Jaguar                                   |
| 1992 | Sim Brick                                              | Amiga                                                     |
| 1993 | Sensible Soccer 92/93                                  | Amiga; ST                                                 |
| 1993 | Cannon Fodder                                          | Amiga; ST; DOS; Archimedes; Mega Drive; Atari Jaguar; 3DO |
| 1994 | World Championship Soccer 2                            | Sega Mega Drive                                           |
| 1994 | Cannon Fodder 2                                        | Amiga; DOS                                                |
| 1994 | Sensible Golf                                          | Amiga; DOS                                                |
| 1994 | Sensible World of Soccer                               | Amiga; DOS                                                |
| 1995 | Sensible World of Soccer 95/96                         | Amiga; DOS                                                |
| 1995 | Sensible Train Spotting                                | Amiga                                                     |
| 1996 | Sensible World of Soccer European Championship Edition | Amiga; DOS                                                |
| 1996 | Sensible World of Soccer 96/97                         | Amiga; DOS                                                |
| 1998 | Sensible Soccer 98                                     | DOS; Windows 9x                                           |
| 1999 | Sensible Soccer 98 European Club Edition               | DOS; Windows 9x                                           |
| 2000 | Cannon Fodder                                          | Game Boy Color                                            |
| 2001 | Prince Naseem Boxing                                   | PlayStation; Game Boy Color                               |
| 2002 | Mike Tyson Heavyweight Boxing                          | PlayStation 2; Xbox                                       |
| 2003 | World War II: Frontline Command                        | PC                                                        |
| 2004 | Sensible Soccer                                        | Mobile Phones                                             |
| 2005 | Cannon Fodder                                          | Mobile Phones                                             |
| 2005 | International Rugby Sevens                             | Mobile Phones                                             |
| 2006 | Real World Golf                                        | Xbox; PlayStation 2; PC                                   |
| 2006 | Sensible Soccer 2006                                   | Xbox; PlayStation 2; PC                                   |
| 2007 | Showtime Boxing                                        | Nintendo Wii; Nintendo DS                                 |
| 2008 | Casper's Scare School (video game)                     | Nintendo DS                                               |
| 2008 | M&Ms Adventure                                         | Nintendo Wii; Nintendo DS                                 |
| 2009 | Football Superstars                                    | PC Online                                                 |
| 2009 | I Can Football                                         | PC Online                                                 |
| 2009 | Real Madrid: The Game                                  | Nintendo Wii; Nintendo DSi; PSP; PC                       |
| 2010 | Me-Motes Messenger                                     | iPhone; PC                                                |
| 2010 | Shoot to Kill                                          | iOS; PC                                                   |
| 2011 | Alien Puzzle Adventure                                 | Nintendo DSiWare                                          |
| 2011 | Speedball 2 Evolution                                  | iOS; Apple Mac; Nokia Smartphones; Sony Minis             |
| 2013 | Speedball 2 HD                                         | PC                                                        |
| 2014 | Word Explorer                                          | iOS; PC; Apple Mac                                        |
| 2017 | Sociable Soccer                                        | PC, Xbox One, PlayStation 4, Nintendo Switch              |